# 원호 (가수)
원호(본명: 이호석, 한국 한자: 李虎錫,  1993년 3월 1일 ~ )는 대한민국의 가수로, 보이 그룹 몬스타엑스의 전 멤버이기도 하다.

## 작업 활동

### 작사작곡
- 《BEAUTIFUL》 <Oi>
- 《BEAUTIFUL》 <넌 어때 (I'll be there)>
- 《THE CODE》 <From Zero>
- 《DEJAVU》 <If Only>
- 《ARE YOU THERE?》 <널하다>
- 《WE ARE HERE》 <No Reason>
- 《FOLLOW:FIND YOU》〈Mirror〉

### 작사만
- 《TRESPASS》 <훔쳐>
- 《BEAUTIFUL》 <5:14 (Last Page)>
- 《ARE YOU THERE?》 <HEART ATTACK>
- 《ARE YOU THERE?》 <SPOTLIGHT (KOR.ver)>
- 《개같은하루》 〈Breathe For You〉

## 가수 외 활동

### 라디오
- 2015년 KBS Cool FM 《슈퍼주니어의 키스 더 라디오》 (0723/0730/0806/0813/0820)

### 뮤직비디오
- 2015년 씨스타 〈Shake it〉

## 수상 목록
- 2021년 제6회 아시아 아티스트 어워즈 베스트 뮤지션상